# Cotton Warburton
Irvine Warburton, dit Cotton Warburton, (né le 8 octobre 1911 à San Diego et mort le 21 juin 1982 à Culver City) est un quarterback de football américain qui s'est reconverti dans le montage cinématographique et télévisuel,.

## Biographie
Cotton Warburton a travaillé pour la Metro-Goldwyn-Mayer et les studios Disney. Il est aussi connu pour avoir reçu  pour l'Oscar du meilleur montage sur Mary Poppins (1964).

## Filmographie
- 1943 : Laurel et Hardy chefs d'îlot d'Edward Sedgwick
- 1945 : This Man's Navy de William A. Wellman
- 1946 : Peines de cœur (Love Laughs at Andy Hardy) de Willis Goldbeck
- 1947 : Cynthia de Robert Z. Leonard
- 1949 : La Fille de Neptune d'Edward Buzzell
- 1949 : Lassie perd et gagne (The Sun Comes Up) de Richard Thorpe
- 1950 : Les Heures tendres (Two Weeks with Love) de Roy Rowland
- 1950 : The Skipper Surprised His Wife d'Elliott Nugent
- 1951 : Vénus en uniforme (Three Guys Named Mike) de Charles Walters
- 1951 : Une vedette disparaît (Callaway Went Thataway) de Melvin Frank et Norman Panama
- 1951 : Proprement scandaleux de Melvin Frank et Norman Panama
- 1952 : Des jupons à l'horizon (Skirts Ahoy!) de Sidney Lanfield
- 1953 : Sombrero de Norman Foster

### Chez Disney
- 1956 : Sur la piste de l'Oregon
- 1957-1958 : The Saga of Andy Burnett (6 épisodes)
- 1958 : Signé Zorro
- 1960 : Les Dix Audacieux
- 1961 : Monte là-d'ssus
- 1962 : Bon Voyage !
- 1962 : Un pilote dans la Lune
- 1963 : Après lui, le déluge
- 1963 : Le Grand Retour
- 1964 : Émile et les Détectives
- 1964 : Les Mésaventures de Merlin Jones
- 1964 : Mary Poppins
- 1965 : Kilroy (téléfilm)
- 1965 : Un neveu studieux
- 1966 : Lieutenant Robinson Crusoé
- 1968 : Un amour de Coccinelle
- 1968 : The One and Only, Genuine, Original Family Band
- 1972 : Pas vu, pas pris
- 1974 : Le Nouvel Amour de Coccinelle
- 1976 : La Folle Escapade
- 1976 : Un vendredi dingue, dingue, dingue
- 1977 : La Coccinelle à Monte-Carlo
- 1978 : Le Chat qui vient de l'espace